# AICライツ
株式会社AICライツ（エーアイシーライツ、英: AIC rights Co., Inc. 通称:AIC-R）は、日本のアニメ制作会社。

## 沿革
2015年12月、アニメインターナショナルカンパニー (AIC) が保有していた知的財産権 (IP) の大半を新設分割にて承継することで設立された。初代代表取締役の大村安孝は、2019年12月までAICの代表取締役も兼任していた。
2021年4月、当社によるIPライセンスを受けアニメーションスタジオ・セブンが制作したテレビアニメ『バトルアスリーテス大運動会 ReSTART!』放送開始。同月には当社と東映エージエンシーの業務提携が発表。共同で新作を制作する方向で事業を行う予定。
2023年1月、仮面ライダーディケイドの主演などで知られる俳優の井上正大が代表取締役に就任。

## 作品履歴

### テレビアニメ
| 開始年 | 放送期間  | タイトル                            | 制作スタジオ                   | 原作       | 備考 |
| ------ | --------- | ----------------------------------- | ------------------------------ | ---------- | ---- |
| 2021年 | 4月 - 7月 | バトルアスリーテス大運動会 ReSTART! | アニメーションスタジオ・セブン | オリジナル |      |

### OVA
| 発売年 | タイトル                   | 制作スタジオ | 原作       | 備考                   |
| ------ | -------------------------- | ------------ | ---------- | ---------------------- |
| 2016年 | 天地無用! 魎皇鬼（第四期） | AIC          | オリジナル | 共同制作：C2C          |
| 2019年 | 天地無用! 魎皇鬼（第五期） | AIC          | オリジナル | 共同制作：エー・ライン |

### 特撮ドラマ
| 開始年 | 放送期間 | タイトル             |
| ------ | -------- | -------------------- |
| 2023年 | 5月 -    | 華衛士F8ABA6ジサリス |

### 協力
| 発売年 | タイトル           | 制作スタジオ         | 原作       |
| ------ | ------------------ | -------------------- | ---------- |
| 2024年 | 四畳半のジェメオス | 制作：DTR Promotion´ | オリジナル |

## 保有IP作品
保有窓口コンテンツ一覧（例示）
- ガルフォース (全シリーズ）
- バブルガムクライシスシリーズ
- メガゾーン23シリーズ
- 破邪大星ダンガイオー
- 冥王計画ゼオライマー（原作：ちみもりを）
- ADポリス（全シリーズ）
- RIDING BEAN
- デトネイター・オーガン
- BURN-UP（SCRAMBLEなど含む全シリーズ）
- ジェノサイバー
- モルダイバー
- 創世機士ガイアース
- 天地無用! （GXP、映画等含め全シリーズ、一部原作：梶島正樹）
- アミテージ・ザ・サード（デュアルマトリックスなど含む全シリーズ）
- 神秘の世界エルハザード（全シリーズ）
- 魔法少女プリティサミー
- バトルアスリーテス大運動会
- フォトン
- デュアル!ぱられルンルン物語
- 破邪巨星Gダンガイオー
- 異世界の聖機師物語
- BLUE GENDER